# Cristiano Augusto di Waldeck e Pyrmont
Cristiano Augusto di Waldeck e Pyrmont (Bad Arolsen, 6 dicembre 1744 – Sintra, 25 agosto 1798) fu generale al servizio dell'Austria e ultimo comandante feldmaresciallo dell'esercito portoghese.

## Biografia
Cristiano Augusto era figlio del principe Carlo Augusto di Waldeck e Pyrmont e di sua moglie, la contessa palatina Cristiana Enrichetta del Palatinato-Zweibrücken.
Appassionato grazie ai genitori sin dalla gioventù all'antichità, intraprese ben presto un Grand Tour in Europa portandosi a visitare in particolare l'Italia dove incontrò ed accompagnò per qualche tempo Johann Wolfgang von Goethe. Con Goethe, Cristiano Augusto visitò Pozzuoli e disse di lui che "la compagnia di un principe così perfetto e ben educato" rendeva il viaggio ancora più piacevole. Il principe di Waldeck e Pyrmont suggerì a Goethe di viaggiare insieme anche in Croazia ed in Grecia, ma il poeta tedesco rifiutò rispondendo: "Se uno guarda il mondo, il mondo entra dentro di lui, ed allora bisogna essere cauti per non correre il rischio di impazzire". Cristiano Augusto successivamente contribuì in maniera significativa all'ampliamento della collezione di antichità del Castello di Arolsen appartenente alla sua famiglia.
Come suo padre, Cristiano Augusto entrò nell'esercito giovanissimo. Nel 1770 venne nominato tenente colonnello del 39º reggimento di dragoni Karl August, Count Palatine of Zweibrücken-Birkenfeld. L'anno successivo ne divenne il comandante. Combatté volontario per parte russa nella Guerra russo-turca contro l'Impero ottomano. Nel 1773 tornò in patria col rango di colonnello e venne lodato anche dall'imperatore. Acquistò il 39° dragoni che da lui prese il nome. Nel 1781, pubblicò il suo Kleine Berichtigungen über Versuch einer Geschichte des bayerischen Erbfolgekrieges ("Piccole correzioni sul tentativo di descrivere la storia della Guerra di Successione bavarese") che lo fece conoscere anche come apprezzato storico. Nella Guerra russo-turca egli servì sotto il comando del feldmaresciallo Ernst Gideon von Laudon. Vinse molte battaglie e venne promosso a feldmaresciallo luogotenente.
Con questa carica, Cristiano Augusto comandò una divisione contro le truppe rivoluzionarie francesi all'inizio delle Guerre della prima coalizione nel 1792. Venne ferito alla fortezza di Thionville dove perse il braccio sinistro.
Richiamato a Vienna, ottenne l'incarico dall'imperatore Francesco II di stilare un piano per le operazioni congiunte austro-prussiane nella Renania, piani che ad ogni modo non vennero accettati poi dalla Prussia.
Dopo diversi negoziati, riuscì a persuadere il re prussiano ad iniziare un'offensiva in Alsazia. Cristiano Augusto ottenne il comando di un corpo d'armata austriaco, parte dell'esercito comandato dal generale Dagobert Sigmund von Wurmser. Alla presa di Wissembourg, comandò la prima colonna all'attacco. Con le sue truppe attraversò il Reno a Selz il 13 ottobre 1793 ed attaccò i difensori francesi dal retro mentre il generale Wurmser si concentrò su un attacco frontale al nemico presso Wissembourg. 
Waldeck in tal modo contribuì decisivamente alla vittoria nello scontro e si distinse anche in successive battaglie. Quando il generale Wurmser si ritirò a vita privata nel 1794, Cristiano Augusto prese il comando dell'esercito austriaco nel Reno, sino a quando non dovette cedere il comando al conte Johann Georg von Browne. Per gli atti di valore compiuti e la perizia militare dimostrata ottenne la commenda dell'Ordine Militare di Maria Teresa e promosso generale di cavalleria.
Nel 1794, succedette a Karl Mack von Leiberich come quartiermastro generale dell'esercito austriaco nei Paesi Bassi austriaci sotto il comando del generale principe Federico Giosia di Sassonia-Coburgo-Saalfeld. Poco tempo dopo divenne membro del Consiglio di Guerra di Vienna. Nel 1796 ricevette il comando generale della Boemia.
Nel 1797 gli venne chiesto di prendere il comando generale dell'esercito portoghese, incarico che accettò con il consenso dell'imperatore. Ad ogni modo, non fu in grado di riorganizzare l'esercito come i portoghesi si auguravano, anche perché influenti personalità del governo e dell'esercito locale vi si opposero. Morì poco dopo, il 25 agosto 1798. Cristiano Augusto venne sepolto nel cimitero degli inglesi di Lisbona. Il re del Portogallo gli donò a sua spese una tomba a forma di piramide di marmo, secondo il gusto neoclassico dell'epoca, realizzata dall'architetto bolognese Francesco Saverio Fabri.

## Ascendenza
|                                                 |                                                    |                                                    | Genitori                                          |  |  | Nonni |  |  | Bisnonni                   |  |  | Trisnonni              |  |
|                                                 |                                                    |                                                    |                                                   |  |  |       |  |  | Cristiano Luigi di Waldeck |  |  | Filippo VII di Waldeck |  |
|                                                 |                                                    |                                                    |                                                   |  |  |       |  |  | Cristiano Luigi di Waldeck |  |  | Filippo VII di Waldeck |  |
|                                                 |                                                    | Anna Caterina di Sayn-Wittgenstein                 |                                                   |  |  |       |  |  | Cristiano Luigi di Waldeck |  |  |                        |  |
| Federico Antonio Ulrico di Waldeck e Pyrmont    |                                                    |                                                    |                                                   |  |  |       |  |  | Cristiano Luigi di Waldeck |  |  |                        |  |
|                                                 |                                                    | Anna Isabella di Rappoltstein                      | Giorgio Federico di Rappoltstein                  |  |  |       |  |  |                            |  |  |                        |  |
|                                                 |                                                    | Anna Isabella di Rappoltstein                      | Giorgio Federico di Rappoltstein                  |  |  |       |  |  |                            |  |  |                        |  |
|                                                 |                                                    | Anna Isabella di Rappoltstein                      | Isabella Carlotta di Solms-Sonnenwalde            |  |  |       |  |  |                            |  |  |                        |  |
| Carlo Augusto Federico di Waldeck e Pyrmont     |                                                    | Anna Isabella di Rappoltstein                      |                                                   |  |  |       |  |  |                            |  |  |                        |  |
|                                                 |                                                    | Cristiano II del Palatinato-Zweibrücken-Birkenfeld | Cristiano I del Palatinato-Birkenfeld-Bischweiler |  |  |       |  |  |                            |  |  |                        |  |
|                                                 |                                                    | Cristiano II del Palatinato-Zweibrücken-Birkenfeld | Cristiano I del Palatinato-Birkenfeld-Bischweiler |  |  |       |  |  |                            |  |  |                        |  |
|                                                 |                                                    | Cristiano II del Palatinato-Zweibrücken-Birkenfeld | Maddalena Caterina del Palatinato-Zweibrücken     |  |  |       |  |  |                            |  |  |                        |  |
| Luisa del Palatinato-Zweibrücken-Birkenfeld     |                                                    | Cristiano II del Palatinato-Zweibrücken-Birkenfeld |                                                   |  |  |       |  |  |                            |  |  |                        |  |
|                                                 |                                                    | Caterina Agata di Rappoltstein                     | Giovanni Giacomo di Rappoltstein                  |  |  |       |  |  |                            |  |  |                        |  |
|                                                 |                                                    | Caterina Agata di Rappoltstein                     | Giovanni Giacomo di Rappoltstein                  |  |  |       |  |  |                            |  |  |                        |  |
|                                                 |                                                    | Caterina Agata di Rappoltstein                     | Isabella Carlotta di Solms-Sonnenwalde            |  |  |       |  |  |                            |  |  |                        |  |
| Cristiano Augusto di Waldeck e Pyrmont          |                                                    | Caterina Agata di Rappoltstein                     |                                                   |  |  |       |  |  |                            |  |  |                        |  |
|                                                 | Cristiano II del Palatinato-Zweibrücken-Birkenfeld | Cristiano I del Palatinato-Birkenfeld-Bischweiler  |                                                   |  |  |       |  |  |                            |  |  |                        |  |
|                                                 | Cristiano II del Palatinato-Zweibrücken-Birkenfeld | Cristiano I del Palatinato-Birkenfeld-Bischweiler  |                                                   |  |  |       |  |  |                            |  |  |                        |  |
|                                                 | Cristiano II del Palatinato-Zweibrücken-Birkenfeld | Maddalena Caterina del Palatinato-Zweibrücken      |                                                   |  |  |       |  |  |                            |  |  |                        |  |
| Cristiano III del Palatinato-Zweibrücken        | Cristiano II del Palatinato-Zweibrücken-Birkenfeld |                                                    |                                                   |  |  |       |  |  |                            |  |  |                        |  |
|                                                 |                                                    | Caterina Agata di Rappoltstein                     | Giovanni Giacomo di Rappoltstein                  |  |  |       |  |  |                            |  |  |                        |  |
|                                                 |                                                    | Caterina Agata di Rappoltstein                     | Giovanni Giacomo di Rappoltstein                  |  |  |       |  |  |                            |  |  |                        |  |
|                                                 |                                                    | Caterina Agata di Rappoltstein                     | Anna Claudia di Salm-Kyrburg                      |  |  |       |  |  |                            |  |  |                        |  |
| Cristiana Enrichetta del Palatinato-Zweibrücken |                                                    | Caterina Agata di Rappoltstein                     |                                                   |  |  |       |  |  |                            |  |  |                        |  |
|                                                 |                                                    | Luigi Crato di Nassau-Saarbrücken                  | Gustavo Adolfo di Nassau-Saarbrücken              |  |  |       |  |  |                            |  |  |                        |  |
|                                                 |                                                    | Luigi Crato di Nassau-Saarbrücken                  | Gustavo Adolfo di Nassau-Saarbrücken              |  |  |       |  |  |                            |  |  |                        |  |
|                                                 |                                                    | Luigi Crato di Nassau-Saarbrücken                  | Eleonora Clara di Hohenlohe-Neuenstein            |  |  |       |  |  |                            |  |  |                        |  |
| Carolina di Nassau-Saarbrücken                  |                                                    | Luigi Crato di Nassau-Saarbrücken                  |                                                   |  |  |       |  |  |                            |  |  |                        |  |
|                                                 |                                                    | Filippa Enrichetta di Hohenlohe-Langenburg         | Enrico Federico di Hohenlohe-Langenburg           |  |  |       |  |  |                            |  |  |                        |  |
|                                                 |                                                    | Filippa Enrichetta di Hohenlohe-Langenburg         | Enrico Federico di Hohenlohe-Langenburg           |  |  |       |  |  |                            |  |  |                        |  |
|                                                 |                                                    | Filippa Enrichetta di Hohenlohe-Langenburg         | Giuliana Dorotea di Castell-Remlingen             |  |  |       |  |  |                            |  |  |                        |  |
|                                                 |                                                    | Filippa Enrichetta di Hohenlohe-Langenburg         |                                                   |  |  |       |  |  |                            |  |  |                        |  |